# حكومة حسين بن ناصر الثالثة
حكومة حسين بن ناصر الثالثة هي الحكومة الثانية والخمسون من حكومات المملكة الأردنية الهاشمية. شكّل حسين بن ناصر الحكومة في 4 مارس عام 1967م، بتكليف من ملك الأردن الحسين بن طلال. وقد حلّت الحكومة في 23 أبريل 1967.

## وصلات خارجية
- موقع رئاسة الوزراء